# Canon EOS 50D
 (mai 2022).
Si vous disposez d'ouvrages ou d'articles de référence ou si vous connaissez des sites web de qualité traitant du thème abordé ici, merci de compléter l'article en donnant les références utiles à sa vérifiabilité et en les liant à la section « Notes et références ».
40D 60D
Le Canon EOS 50D est un appareil photographique reflex numérique construit par Canon.
Il s'agit d'un appareil de milieu de gamme sorti en septembre 2008, successeur du Canon EOS 40D et prédécesseur du 60D.
L'apparence physique du 50D est quasiment identique à celle du 40D.

## Caractéristiques techniques
Techniquement, il apporte quelques améliorations :
- capteur de 15 Mpix au lieu de 10 Mpix ;
- on peut maintenant régler le calibrage de l'autofocus de -20 à +20 pour l'appareil et pour 20 objectifs indépendamment. Cette fonction était auparavant réservée aux appareils haut de gamme ;
- le mode Live View est maintenant doté d'un autofocus par détection de contraste comprenant également une détection de visage ;
- le nouveau processeur d'images DIGIC 4 étant plus performant que le précédent (DIGIC III), il permet un traitement des photos au niveau du boîtier plus poussé ;
- bien que la sensibilité du capteur n'ait en elle-même pas été améliorée, le nouveau traitement d'image permis par le DIGIC 4 permet d'obtenir des photos JPEG à 1 600 ISO avec un bruit comparable à celles obtenus à 800 ISO avec le 40D ; de ce fait la sélection automatique de la sensibilité monte jusqu'à 1 600 ISO au lieu de 800 ISO avec le 40D ;
- la sensibilité maximale sélectionnable est portée à 12 800 ISO (au lieu de 3 200 ISO pour le 40D) ;
- la limite du nombre de photos en mode rafale passe à 90 au lieu de 75 (en JPEG) ;
- l'écran LCD dispose maintenant de 920 000 pixels, ce qui apporte un confort important dans la visualisation des photos, notamment pour juger de la netteté.

En revanche, à cause de l'accroissement du nombre de pixels du capteur, le mode rafale est légèrement moins rapide avec 6,3 photos par seconde au lieu de 6,5 pour le 40D.

Le nombre de pixels pose aussi des questions au niveau de la qualité minimale requise pour les optiques.
De plus, ces pixels étant plus petits, ils sont également plus sensibles à la diffraction (qui apparaît au-delà de f/11).

Le nouvel écran LCD est également plus gourmand en énergie que celui du 40D, réduisant l'autonomie de la batterie qui, elle, n'a pas évolué.